# Nekrolog 2. Quartal 1927
Nekrolog
◄◄
| ◄
| 1923
| 1924
| 1925
| 1926
| 1927 | 1928 | 1929 | 1930 | 1931 | ► | ►►
1. Quartal |
2. Quartal |
3. Quartal |
4. Quartal 1927
Weitere Ereignisse | Allgemeiner Nekrolog 1927
Die Beschreibung der verstorbenen Person sollte so kurz wie möglich gehalten sein und nur deren signifikante Tätigkeit(en) enthalten.
Neue Namen ggf. auch unter dem Geburts- und Sterbedatum, also etwa unter 1. Januar und im Geburts- und Sterbejahr (2024) eintragen (nur bei entsprechender großer Wichtigkeit). Für Beispiele siehe die schon vorhandenen Artikel.
Außerdem über die fünf zuletzt Verstorbenen, zu denen es einen ausreichend guten Artikel für eine Präsentation auf der Hauptseite gibt, nach der todesbedingten Überarbeitung der Artikel ggf. auch unter Wikipedia Diskussion:Hauptseite informieren und sie am besten auch in den anderen Wikipedia-Sprachversionen eintragen. Tipp: Regelmäßig bei news.google.de nach „ist tot“, „gestorben“ oder „verstorben“ suchen.
Wenn eine Person gestorben ist, gibt es viele Seiten zu dieser Person in der Wikipedia, die davon auch betroffen sind und entsprechend aktualisiert werden müssen. Beispiele: Namenübersichtsseite, Geburtsjahr, Geburtsort-Seiten und viele mehr.
Wie finde ich die betroffenen Seiten?
Im Suchfeld auf der linken Seite gibt man den Suchbegriff so ein: „Vorname Nachname“. Dann klickt man auf Volltext und alle Seiten mit entsprechendem Suchtext werden aufgerufen. Hier sieht man dann schnell, wo auch das Todesjahr Sinn macht oder sogar ein Teil des Artikels angepasst werden muss. Auch hilft das „Werkzeug“ auf der linken Seite sehr gut, um solche Seiten aufzufinden: „Links auf diese Seite“. Somit ist die Wikipedia wieder aktuell in allen Bereichen! Hinweis: bei Eintragung der Kategorie „Gestorben JAHR“ wird der Missbrauchsfilter 49 ausgelöst, was jedoch nicht schlimm ist. Siehe: Spezial:Missbrauchsfilter/49
Dies ist eine Liste von im zweiten Quartal 1927 verstorbenen bekannten Persönlichkeiten. Die Einträge erfolgen innerhalb der einzelnen Daten alphabetisch sortiert. Tiere sind im Nekrolog für Tiere zu finden.

## April
| Tag       | Name                            | Beruf, bekannt als                                                                                   | Alter | Beleg |
| --------- | ------------------------------- | --- | ----- | ----- |
| 1. April  | James Smith junior              | US-amerikanischer Politiker bioguide.congress.gov                                                    | 75    |       |
| 1. April  | Ernst von Wrisberg              | preußischer Offizier, zuletzt Generalmajor                                                           | 64    |       |
| 2. April  | Paul Menzel                     | deutscher Paläobotaniker                                                                             | 62    |       |
| 2. April  | Karl Stargardt                  | deutscher Augenarzt und Hochschullehrer                                                              | 51    |       |
| 3. April  | Angela Adler                    | österreichische Malerin                                                                              | 49    |       |
| 3. April  | Ferdinand Brockes               | deutscher evangelischer Geistlicher und Autor                                                        | 59    |       |
| 3. April  | Ulderic Cipollone               | römisch-katholischer Priester ercis.ro                                                               | 58    |       |
| 3. April  | Harold Gross                    | US-amerikanischer Politiker findagrave.com                                                           | 60    |       |
| 3. April  | Max Hofmeier                    | deutscher Gynäkologe und Geburtshelfer                                                               | 73    |       |
| 3. April  | Alfred Jorel                    | französischer Bildhauer                                                                              |       |       |
| 4. April  | Vincent Drucci                  | US-amerikanischer Gangsterboss; Rivale von Al Capone findagrave.com                                  | 25    |       |
| 4. April  | Albert Van Coile                | belgischer Fußballspieler home.scarlet.be                                                            | 27    |       |
| 4. April  | Therese von der Vring           | deutsche Malerin des Expressionismus                                                                 | 32    |       |
| 6. April  | Matthias Göstl                  | österreichischer Politiker (CSP), Landtagsabgeordneter landtag-noe.at                                | 58    |       |
| 6. April  | Ludwig Müffelmann               | deutscher Freimaurer, Journalist und Schriftsteller freimaurer-wiki.de                               | 73    |       |
| 6. April  | Friedrich Ohmann                | österreichischer Architekt architektenlexikon.at                                                     | 68    |       |
| 6. April  | Demeter Popovici                | rumänischer Opernsänger, Gesangspädagoge und Operndirektor                                           | 67    |       |
| 6. April  | Nestori Toivonen                | finnischer Sportschütze web.archive.org                                                              | 62    |       |
| 7. April  | Hugo Gressmann                  | deutscher Alttestamentler                                                                            | 50    |       |
| 8. April  | Emil Jungmann                   | deutscher Philologe und Pädagoge                                                                     | 80    |       |
| 8. April  | Otto Richter                    | deutscher Politiker (SPD) und Mitbegründer der Magdeburger Baugenossenschaftsbewegung                | 54    |       |
| 9. April  | Josef Roth von Limanowa-Łapanów | österreichisch-ungarischer Offizier, zuletzt Generaloberst im Ersten Weltkrieg                       | 67    |       |
| 9. April  | Georg Ossian Sars               | norwegischer Zoologe                                                                                 | 89    |       |
| 10. April | Friedrich Beckh                 | deutscher Agrarier und Politiker (Konservative Partei)                                               | 83    |       |
| 10. April | Ivo Bligh, 8. Earl of Darnley   | englischer Cricketspieler                                                                            | 68    |       |
| 10. April | Young Corbett II                | US-amerikanischer Boxer im Federgewicht                                                              | 46    |       |
| 10. April | John Joseph McGee               | kanadischer Beamter und Clerk of the Privy Council                                                   | 81    |       |
| 10. April | Julia Scurr                     | englisch-britische Politikerin und Mitglied des House of Commons (Labour)                            | 56    |       |
| 11. April | Fritz Burger                    | Schweizer Maler und Grafiker                                                                         | 59    |       |
| 11. April | Paul Clauswitz                  | deutscher Stadtarchivar                                                                              | 88    |       |
| 12. April | Giuseppe Moscati                | Heiliger; italienischer Arzt, Wissenschaftler und Universitätsprofessor                              | 46    |       |
| 12. April | Arthur Vollmer                  | deutscher Schauspieler                                                                               | 78    |       |
| 13. April | Paul Leutert                    | deutscher Malermeister und Politiker (SPD), MdR                                                      | 64    |       |
| 13. April | Georg Voigt                     | deutscher Kommunalpolitiker                                                                          | 60    |       |
| 14. April | Leo Hanau                       | deutscher Bankier                                                                                    | 74    |       |
| 14. April | Johannes Klasing                | deutscher Verleger                                                                                   | 80    |       |
| 14. April | Josef Mödlinger                 | österreichischer Opernsänger                                                                         | 79    |       |
| 15. April | Gaston Leroux                   | französischer Journalist und Schriftsteller                                                          | 58    |       |
| 16. April | Alfred Bucherer                 | deutscher Physiker                                                                                   | 63    |       |
| 16. April | Gustav von Burg                 | Schweizer Lehrer, Ornithologe und Publizist                                                          | 55    |       |
| 16. April | Caroline Matthews               | englisch-britische Ärztin und Kriegsberichterstatterin                                               | 49    |       |
| 16. April | Konrad Plath                    | deutscher Bibliothekar, Kunsthistoriker und Burgenforscher                                           | 61    |       |
| 16. April | Stasys Sabaliauskas             | litauischer Fußball- und Basketballspieler sowie Leichtathlet                                        | 21    |       |
| 16. April | Hans Strasser                   | Schweizer Mediziner und Hochschullehrer                                                              | 74    |       |
| 16. April | Konstantin Türnpu               | estnischer Komponist                                                                                 | 61    |       |
| 17. April | Louis Held                      | deutscher Foto- und Filmpionier                                                                      | 75    |       |
| 18. April | Eduard Bernoulli                | Schweizer Musikwissenschaftler                                                                       | 59    |       |
| 18. April | August Einspinner               | österreichischer Goldschmied und Politiker (DnP), Landtagsabgeordneter, Abgeordneter zum Nationalrat | 56    |       |
| 19. April | Charles W. Bell                 | US-amerikanischer Politiker                                                                          | 69    |       |
| 20. April | Ludwig Burmester                | deutscher Mathematiker und Erfinder der Burmester-Schablonen                                         | 86    |       |
| 20. April | Enrique Simonet                 | spanischer Maler                                                                                     | 61    |       |
| 21. April | Karl Richter                    | österreichischer Apotheker und Politiker (DVP), Landtagsabgeordneter                                 | 60    |       |
| 21. April | Hugo Schuchardt                 | deutsch-österreichischer Linguist                                                                    | 85    |       |
| 21. April | Ernst Wasserzieher              | deutscher Etymologe und Lexikograf                                                                   | 66    |       |
| 22. April | Irving B. Crandall              | US-amerikanischer Physiker                                                                           | 36    |       |
| 22. April | Heinrich Prade                  | österreichisch-böhmischer Politiker (Deutsche Volkspartei)                                           | 73    |       |
| 22. April | Arthur Ulrichs                  | deutscher Forstmann und Initiator des Skifahrens im Harz                                             | 88    |       |
| 22. April | Anton Wassmuth                  | österreichischer Physiker                                                                            | 82    |       |
| 23. April | Charles Campbell                | schottischer Fußballspieler                                                                          | 73    |       |
| 23. April | Samuel Feiser Glatfelter        | US-amerikanischer Politiker                                                                          | 69    |       |
| 23. April | Gottfried Moßler                | deutscher Fabrikant und Kommunalpolitiker                                                            | 83    |       |
| 23. April | John F. O’Brien                 | US-amerikanischer Geschäftsmann und Politiker                                                        |       |       |
| 23. April | Edwin R. Ridgely                | US-amerikanischer Politiker                                                                          | 82    |       |
| 23. April | Gábor von Térey                 | ungarischer Kunsthistoriker                                                                          | 64    |       |
| 24. April | Carl H. Eigenmann               | deutsch-US-amerikanischer Biologe, Ichthyologe und Herpetologe                                       | 64    |       |
| 24. April | Johannes Nicolaas Helstone      | surinamischer Pianist, Organist, Dirigent und Komponist                                              | 74    |       |
| 24. April | Carl Ipsen                      | österreichischer Mediziner                                                                           | 61    |       |
| 24. April | Robert Steidl                   | deutscher Filmkomiker, Humorist, Parodist und Autor                                                  | 62    |       |
| 24. April | Carl Stephan                    | deutscher Chronist                                                                                   | 89    |       |
| 25. April | Moritz von Hohenthal            | deutscher Rittergutsbesitzer und Parlamentarier                                                      | 87    |       |
| 25. April | Diedrich Lahusen                | deutscher Reichsgerichtsrat                                                                          | 74    |       |
| 25. April | Étienne Moreau-Nélaton          | französischer Maler, Kunstsammler und Kunsthistoriker                                                | 67    |       |
| 25. April | Marko Tscheremschyna            | ukrainischer Schriftsteller und Übersetzer                                                           | 52    |       |
| 26. April | Josef Baur                      | deutscher Verwaltungsbeamter                                                                         | 70    |       |
| 26. April | Eugen Gradmann                  | deutscher Pfarrer, Kunsthistoriker und Denkmalpfleger                                                | 63    |       |
| 26. April | Edward T. Lewis                 | US-amerikanischer Politiker                                                                          | 92    |       |
| 26. April | Karl Mohrmann                   | deutscher Architekt und Hochschullehrer                                                              | 69    |       |
| 26. April | Veit Prettner                   | österreichischer Politiker                                                                           | 81    |       |
| 26. April | Eduard Zetsche                  | österreichischer Landschafts- und Vedutenmaler und Schriftsteller                                    | 82    |       |
| 27. April | Alois Ausobsky                  | österreichischer Politiker                                                                           | 64    |       |
| 27. April | Albert J. Beveridge             | US-amerikanischer Politiker                                                                          | 64    |       |
| 28. April | Maria Janitschek                | deutsche Schriftstellerin                                                                            | 67    |       |
| 28. April | Li Dazhao                       | chinesischer Politiker                                                                               | 37    |       |
| 29. April | Wilhelm Filehne                 | deutscher Pharmakologe und Hochschullehrer                                                           | 83    |       |
| 29. April | Olaf Kjelsberg                  | norwegischer Ingenieur                                                                               | 69    |       |
| 29. April | Heinrich Schmidt                | deutscher Reichsgerichtsrat                                                                          | 70    |       |
| 29. April | Hans von Volkmann               | deutscher Illustrator und Landschaftsmaler                                                           | 66    |       |
| 30. April | Leopold Schmidt                 | deutscher Musikhistoriker                                                                            | 66    |       |
| 30. April | Friedrich von Scholtz           | preußischer General der Artillerie im Ersten Weltkrieg                                               | 76    |       |

## Mai
| Tag     | Name                              | Beruf, bekannt als                                                                                    | Alter | Beleg |
| ------- | --------------------------------- | --- | ----- | ----- |
| 1. Mai  | James Monroe Ingalls              | US-amerikanischer Ballistiker                                                                         | 90    |       |
| 1. Mai  | John C. McKinley                  | US-amerikanischer Politiker                                                                           | 67    |       |
| 1. Mai  | Oscar Swahn                       | schwedischer Sportschütze, ältester Olympiasieger                                                     | 79    |       |
| 1. Mai  | Yorozu Tetsugorō                  | japanischer Maler im Yōga-Stil                                                                        | 42    |       |
| 2. Mai  | Otto Dittrich                     | rumäniendeutscher Geistlicher                                                                         | 43    |       |
| 2. Mai  | Charles L. Henry                  | US-amerikanischer Politiker                                                                           | 77    |       |
| 2. Mai  | Hermann Otto Persiehl             | deutscher Unternehmer und Politiker, MdHB                                                             | 68    |       |
| 2. Mai  | Ernest Starling                   | britischer Physiologe                                                                                 | 61    |       |
| 3. Mai  | David Arellano                    | chilenischer Fußballnationalspieler                                                                   | 24    |       |
| 3. Mai  | Georg von Gayl                    | preußischer Offizier, zuletzt General der Infanterie im Ersten Weltkrieg                              | 77    |       |
| 3. Mai  | Henry Rutgers Marshall            | US-amerikanischer Architekt und Psychologe                                                            | 74    |       |
| 3. Mai  | Benjamin Ide Wheeler              | US-amerikanischer Klassischer Philologe, Präsident der University of California, Berkeley (1899–1919) | 72    |       |
| 4. Mai  | Jakob Aljaž                       | römisch-katholischer Priester und Komponist                                                           | 81    |       |
| 4. Mai  | Isidoro Del Lungo                 | italienischer Literaturhistoriker und Literaturkritiker                                               | 85    |       |
| 4. Mai  | Hermann Lungwitz                  | deutscher Oberlehrer und Heimatforscher                                                               | 81    |       |
| 4. Mai  | Gustav Tschermak                  | österreichischer Mineraloge                                                                           | 91    |       |
| 4. Mai  | Friedrich Karl Johann Vaupel      | deutscher Botaniker                                                                                   | 50    |       |
| 5. Mai  | Moritz Brand                      | sächsischer Landesscharfrichter                                                                       | 83    |       |
| 5. Mai  | Theodor Kremer                    | deutscher Architekt                                                                                   |       |       |
| 5. Mai  | Adolf Miethe                      | deutscher Photochemiker und -physiker                                                                 | 65    |       |
| 5. Mai  | Franziska Tiburtius               | deutsche Ärztin und Frauenrechtlerin                                                                  | 84    |       |
| 6. Mai  | Henry William Lowry-Corry         | britischer Politiker, Mitglied des House of Commons                                                   | 81    |       |
| 7. Mai  | Arthur Barth                      | deutscher Chirurg und Hochschullehrer in Danzig                                                       | 69    |       |
| 7. Mai  | Carl Sieben                       | deutscher Bauingenieur, Architekt und Hochschullehrer                                                 | 63    |       |
| 8. Mai  | François Coli                     | französischer Flugpionier                                                                             | 45    |       |
| 8. Mai  | Adèle Lilljeqvist                 | Schweizer Malerin                                                                                     | 64    |       |
| 8. Mai  | Charles Nungesser                 | französischer Jagdflieger im Ersten Weltkrieg                                                         | 35    |       |
| 8. Mai  | Nathan Stein                      | erster Gerichtspräsident jüdischen Glaubens in Deutschland                                            | 69    |       |
| 9. Mai  | Rudolf Haas                       | österreichisch-deutscher Schauspieler, Sänger und Regisseur                                           | 77    |       |
| 9. Mai  | Harald Hansen                     | dänischer Fußballspieler                                                                              | 43    |       |
| 9. Mai  | Samuel Widdowson                  | englischer Fußballspieler und -funktionär                                                             | 76    |       |
| 9. Mai  | Leonard Wintorowski               | polnischer Maler                                                                                      | 51    |       |
| 10. Mai | Francis Edwards, 1. Baronet       | walisischer Politiker und Adliger                                                                     | 75    |       |
| 10. Mai | Adolf Ernst                       | deutscher Schauspieler und Theaterleiter                                                              | 81    |       |
| 10. Mai | Julia Löhr                        | Schwester von Heinrich und Thomas Mann                                                                | 49    |       |
| 10. Mai | George Osborne, 10. Duke of Leeds | britischer Aristokrat (Peer) und Politiker                                                            | 64    |       |
| 11. Mai | Juan Gris                         | spanisch-französischer Maler des Kubismus                                                             | 40    |       |
| 11. Mai | Maximilian Kempner                | deutscher Jurist und Politiker (FVP), MdR                                                             | 72    |       |
| 12. Mai | Giuseppe Bagnera                  | italienischer Mathematiker                                                                            | 61    |       |
| 12. Mai | Louise-Cathérine Breslau          | deutsch-schweizerische Lithografin und Pastellzeichnerin                                              | 70    |       |
| 12. Mai | Guido von Call                    | österreichischer Diplomat und Politiker                                                               | 77    |       |
| 12. Mai | Erastus Harper                    | US-amerikanischer Politiker                                                                           | 72    |       |
| 12. Mai | Walter Kerr                       | britischer Admiral                                                                                    | 87    |       |
| 12. Mai | Vilhelm Thomsen                   | dänischer Sprachforscher                                                                              | 85    |       |
| 13. Mai | Stine Andresen                    | deutsche Dichterin                                                                                    | 77    |       |
| 13. Mai | Heinrich Peer                     | österreichischer Schauspieler                                                                         | 59    |       |
| 13. Mai | Herbert Petersson                 | schwedischer Indogermanist                                                                            | 45    |       |
| 13. Mai | Hermann Scherer                   | deutsch-schweizerischer Maler und Bildhauer                                                           | 34    |       |
| 14. Mai | Albert Barth                      | Schweizer Theologe und Schulreformer                                                                  | 53    |       |
| 14. Mai | Francis W. Kelsey                 | US-amerikanischer Klassischer Philologe und Archäologe                                                | 68    |       |
| 14. Mai | Friedrich Lange                   | deutscher Chirurg und Förderer gemeinnütziger Einrichtungen                                           | 78    |       |
| 14. Mai | Bertram von Quadt-Wykradt-Isny    | deutscher Kammerherr, MdL (Württemberg)                                                               | 78    |       |
| 14. Mai | Carl Ritter von Rasp              | deutscher Versicherungsexperte, Generaldirektor der Bayerischen Versicherungsbank                     | 78    |       |
| 15. Mai | Fritz Goebel                      | deutscher Bibliothekar                                                                                | 57    |       |
| 15. Mai | Gerhard Morgenstjerne Munthe      | norwegischer Marinemaler                                                                              | 51    |       |
| 15. Mai | Mario Saetti                      | italienischer Motorrad- und Automobilrennfahrer                                                       |       |       |
| 15. Mai | August Wendt                      | badischer Beamter                                                                                     | 65    |       |
| 16. Mai | Karl Kunze                        | deutscher Bibliothekar und Historiker                                                                 | 63    |       |
| 16. Mai | Rudolf Wolkan                     | böhmisch-österreichischer Literaturhistoriker                                                         | 66    |       |
| 18. Mai | Nikifor Alexejewitsch Begitschew  | russisch-sowjetischer Seemann, Pelztierjäger und Polarforscher                                        | 53    |       |
| 18. Mai | Robert Forell                     | deutscher Maler                                                                                       | 69    |       |
| 18. Mai | Andrew Kehoe                      | US-amerikanischer Attentäter                                                                          | 55    |       |
| 19. Mai | Florian Gröger                    | österreichischer Politiker, Abgeordneter zum Nationalrat                                              | 55    |       |
| 19. Mai | Anton Kliegl                      | deutscher Unternehmer und Erfinder in den USA                                                         | 54    |       |
| 19. Mai | Lucy Soulsby                      | englisch-britische Schuldirektorin und Anti-Suffragette                                               | 70    |       |
| 20. Mai | Eduard Brückner                   | deutscher Geograf und Klimatologe                                                                     | 64    |       |
| 20. Mai | Moritz Fleischer                  | Moorforscher, Kulturtechniker                                                                         | 84    |       |
| 20. Mai | August Futterer                   | deutscher Zeichner                                                                                    | 62    |       |
| 20. Mai | John Joseph O’Connor              | Bischof von Newark                                                                                    | 71    |       |
| 20. Mai | Oscar Stribolt                    | dänischer Schauspieler, Sänger und Regisseur                                                          | 54    |       |
| 21. Mai | Karl Hinckeldeyn                  | deutscher Architekt und preußischer Baubeamter                                                        | 80    |       |
| 22. Mai | Max Brinckman                     | deutscher Unternehmer                                                                                 | 80    |       |
| 22. Mai | Bruno Körner                      | deutscher Politiker                                                                                   | 64    |       |
| 22. Mai | Émile Thubron                     | britischer Motorbootfahrer                                                                            | 65    |       |
| 23. Mai | Wilhelm Ahrens                    | deutscher Mathematiker und Schriftsteller                                                             | 55    |       |
| 23. Mai | August Allebé                     | niederländischer Künstler und Lehrer                                                                  | 89    |       |
| 23. Mai | Henry E. Huntington               | amerikanischer Eisenbahn-Tycoon und Kunstsammler                                                      | 77    |       |
| 23. Mai | Pennarini                         | österreichisch-deutscher Opernsänger (Tenor) und Theaterintendant sowie Stummfilmschauspieler         | 56    |       |
| 24. Mai | Martin F. Allen                   | US-amerikanischer Politiker, Bankier, Landwirt und Geschäftsmann                                      | 84    |       |
| 24. Mai | John A. Caldwell                  | US-amerikanischer Politiker                                                                           | 75    |       |
| 24. Mai | Johann Paschen                    | deutscher Jurist und Bürgermeister von Rostock                                                        | 74    |       |
| 25. Mai | Volodymyr Baczynskyj              | österreichisch-galizischer Rechtsanwalt und Politiker                                                 | 47    |       |
| 25. Mai | Fritz Hausmann                    | deutscher Unternehmer und Politiker (NLP), MdR, Bürgermeister                                         | 81    |       |
| 25. Mai | Walter W. Magee                   | US-amerikanischer Politiker                                                                           | 66    |       |
| 26. Mai | Francis Edward Clark              | US-amerikanischer Pastor, Gründer von Christian Endeavour (CE)                                        | 75    |       |
| 26. Mai | Consuelo Fould                    | französische Malerin                                                                                  | 64    |       |
| 26. Mai | Boris Michailowitsch Kustodijew   | russischer Maler und Grafiker                                                                         | 49    |       |
| 26. Mai | Hermann von Stein                 | preußischer Offizier, zuletzt General der Artillerie sowie Kriegsminister                             | 72    |       |
| 27. Mai | Siegfried von Brünneck            | deutscher Gutsbesitzer, Landrat und Politiker, MdR                                                    | 55    |       |
| 27. Mai | Pedro Gárezon Thomas              | Offizier der peruanischen Marine                                                                      | 76    |       |
| 27. Mai | Heinrich von Treskow              | preußischer Offizier, zuletzt Generalleutnant                                                         | 86    |       |
| 28. Mai | Ernst von Heynitz                 | deutscher Offizier, zuletzt Generalmajor                                                              | 63    |       |
| 28. Mai | Reinhold von Lichtenberg          | österreichischer Kunsthistoriker und völkischer Publizist                                             | 61    |       |
| 28. Mai | Théophile Lybaert                 | belgischer Maler und Bildhauer                                                                        | 78    |       |
| 29. Mai | Karl Christ                       | deutscher Heimatgeschichtler und Privatgelehrter                                                      | 85    |       |
| 29. Mai | Georges Eekhoud                   | belgischer Schriftsteller französischer Sprache                                                       | 73    |       |
| 29. Mai | Francis Grierson                  | amerikanischer Pianist, Schriftsteller und Okkultist                                                  | 78    |       |
| 29. Mai | Albert Davidson Michael           | britischer Zoologe                                                                                    | 91    |       |
| 30. Mai | Hermann von Bruiningk             | baltischer Historiker                                                                                 | 77    |       |
| 30. Mai | Rudolf Buttmann                   | Abgeordneter im Bayerischen Landtag, Gymnasialprofessor                                               | 71    |       |
| 30. Mai | Max Büttner                       | deutscher Opernsänger (Bariton)                                                                       | 68    |       |
| 30. Mai | Vincenzo Cerulli                  | italienischer Astronom                                                                                | 68    |       |
| 30. Mai | Arnold Niggli                     | Schweizer Musikhistoriker und -kritiker                                                               | 83    |       |
| 30. Mai | Erich tho Rahde                   | deutscher Offizier, Verwaltungs- und Bankjurist                                                       | 52    |       |
| 31. Mai | Luis Balcells                     | spanischer Schwimmer                                                                                  |       |       |
| 31. Mai | John Andrew Sullivan              | US-amerikanischer Politiker                                                                           | 59    |       |

## Juni
| Tag      | Name                                              | Beruf, bekannt als                                                                       | Alter | Beleg |
| -------- | ------------------------------------------------- | ---------------------------------------------------------------------------------------- | ----- | ----- |
| 1. Juni  | Lizzie Borden                                     | US-amerikanische Mordverdächtige                                                         | 66    |       |
| 1. Juni  | John Bagnell Bury                                 | anglo-irischer Althistoriker und Philologe                                               | 65    |       |
| 1. Juni  | Annibale Maria Di Francia                         | italienischer Ordensgründer und Heiliger                                                 | 75    |       |
| 1. Juni  | Franz Heinrich Költzsch                           | deutscher lutherischer Theologe und Politiker                                            | 65    |       |
| 1. Juni  | Franz Krupkat                                     | deutscher Radrennfahrer                                                                  | 33    |       |
| 1. Juni  | Fritz von Ostini                                  | deutscher Redakteur, Schriftsteller, Humorist und Lyriker                                | 65    |       |
| 2. Juni  | Heinrich Boether                                  | deutscher Tierarzt und Lehrbeauftragter an der Tierärztlichen Hochschule Hannover        | 71    |       |
| 2. Juni  | Otto Gutfreund                                    | tschechischer Bildhauer                                                                  | 37    |       |
| 2. Juni  | Friedrich Hegar                                   | Schweizer Komponist, Dirigent und Geiger                                                 | 85    |       |
| 3. Juni  | Catherine Hueffer                                 | britische Malerin                                                                        | 76    |       |
| 3. Juni  | Clotilde von Sachsen-Coburg und Gotha             | Prinzessin von Sachsen-Coburg und Gotha, durch Heirat Erzherzogin von Österreich         | 80    |       |
| 3. Juni  | Henry Petty-FitzMaurice, 5. Marquess of Lansdowne | britischer Außenminister                                                                 | 82    |       |
| 4. Juni  | Foster MacGowan Voorhees                          | US-amerikanischer Politiker                                                              | 70    |       |
| 5. Juni  | Victor Attinger                                   | Schweizer Fotograf und Verleger                                                          | 70    |       |
| 5. Juni  | Christof von Ebbinghaus                           | württembergischer Generalmajor                                                           | 70    |       |
| 5. Juni  | Karl Lahner                                       | österreichischer Bildhauer und Zeichner                                                  | 84    |       |
| 5. Juni  | Daniel David Luckenbill                           | US-amerikanischer Altorientalist                                                         | 45    |       |
| 6. Juni  | Clamor Neuburg                                    | deutscher Statistiker und Staatswissenschaftler                                          | 75    |       |
| 7. Juni  | Archie Birkin                                     | britischer Motorradrennfahrer                                                            | 22    |       |
| 7. Juni  | Edmund James Flynn                                | kanadischer Politiker                                                                    | 79    |       |
| 7. Juni  | Charles A. Gilman                                 | US-amerikanischer Politiker                                                              | 94    |       |
| 8. Juni  | Conrad Brunner                                    | Schweizer Chirurg und Medizinhistoriker                                                  | 67    |       |
| 8. Juni  | Georg Grasegger                                   | deutscher Bildhauer                                                                      | 53    |       |
| 8. Juni  | August Hornung                                    | deutscher Schneider und Politiker (SPD und USPD)                                         | 59    |       |
| 8. Juni  | Alwin Kerrl                                       | deutscher Tabakarbeiter und Politiker (SPD)                                              | 72    |       |
| 8. Juni  | Ernst Urbach                                      | deutscher Komponist, Arrangeur und Flötist                                               | 55    |       |
| 9. Juni  | Ludwig Christian Haeusser                         | deutscher Prophet und Inflationsheiliger                                                 | 45    |       |
| 9. Juni  | Victoria Claflin Woodhull Martin                  | US-amerikanische Finanzmaklerin, Journalistin und Frauenrechtlerin                       | 88    |       |
| 10. Juni | Wilhelm Bode                                      | deutscher evangelischer Pfarrer, Genossenschaftsgründer und Naturschützer                | 66    |       |
| 10. Juni | George S. Patton                                  | US-amerikanischer Anwalt, Geschäftsmann und Politiker                                    | 70    |       |
| 10. Juni | Paul Werner                                       | deutscher Politiker, Bürgermeister von Hamm und Cottbus                                  | 78    |       |
| 11. Juni | Ernst Moser                                       | deutscher Schriftsteller, Journalist, Verleger, hauptberuflich jedoch Buchhändler        | 64    |       |
| 11. Juni | Hugo Osterhaus                                    | US-amerikanischer Konteradmiral                                                          | 75    |       |
| 12. Juni | Richard Calwer                                    | deutscher Nationalökonom, Statistiker und Politiker (SPD), MdR                           | 59    |       |
| 12. Juni | Karel Farský                                      | Patriarch der Tschechoslowakischen Hussitischen Kirche                                   | 46    |       |
| 12. Juni | Gustav Theodor Fritsch                            | deutscher Anatom, Anthropologe und Physiologe                                            | 89    |       |
| 12. Juni | Wilhelm Krausneck                                 | deutscher Jurist, Verwaltungsbeamter und Politiker (BVP)                                 | 51    |       |
| 13. Juni | Joachim von Brenner-Felsach                       | österreichischer Weltreisender und Fotograf                                              | 68    |       |
| 14. Juni | Henriette Herzfelder                              | österreichische Schriftstellerin und Frauenrechtsaktivistin                              | 62    |       |
| 14. Juni | Jerome K. Jerome                                  | englischer Autor                                                                         | 68    |       |
| 14. Juni | William Carey Jones                               | US-amerikanischer Politiker                                                              | 72    |       |
| 15. Juni | Sophie von Adelung                                | deutsche Schriftstellerin, Übersetzerin und Malerin                                      | 77    |       |
| 15. Juni | Alexander Backhaus                                | deutscher Agrarwissenschaftler                                                           | 61    |       |
| 15. Juni | Ottavio Bottecchia                                | italienischer Radrennfahrer                                                              | 32    |       |
| 15. Juni | William Joseph Deboe                              | US-amerikanischer Politiker                                                              | 77    |       |
| 17. Juni | Hiram R. Burton                                   | US-amerikanischer Politiker                                                              | 85    |       |
| 17. Juni | Emily Sartain                                     | US-amerikanische Malerin, Grafikerin und Kunstpädagogin                                  | 86    |       |
| 17. Juni | Karl Stephan                                      | Landtagsabgeordneter Großherzogtum Hessen                                                | 74    |       |
| 17. Juni | Heinrich Leo von Treitschke                       | sächsischer Offizier, zuletzt General der Infanterie                                     | 87    |       |
| 18. Juni | Karl Gruber                                       | deutscher Zoologe, Biologe, Parapsychologe und Skisportler                               | 45    |       |
| 19. Juni | Ludovico Antomelli                                | italienischer Ordensgeistlicher und römisch-katholischer Bischof von Lodi                | 64    |       |
| 19. Juni | Tobias Piff                                       | österreichischer Kleinbauer und Politiker (SDAP), MdL (Burgenland)                       | 48    |       |
| 19. Juni | Angelo Portelli                                   | maltesischer römisch-katholischer Ordensgeistlicher und Weihbischof im Bistum Malta      | 75    |       |
| 19. Juni | Osmar Schindler                                   | deutscher Maler                                                                          | 59    |       |
| 20. Juni | Harry Moger                                       | englischer Fußballspieler                                                                | 48    |       |
| 21. Juni | Louis Bauermeister                                | deutscher Unternehmer und Politiker, MdR                                                 | 87    |       |
| 21. Juni | Max Bielefeldt                                    | deutscher Sprengstoffchemiker und Industrieller                                          | 72    |       |
| 21. Juni | Gustav Pacher von Theinburg                       | österreichischer Industrieller, Politiker und Publizist                                  | 88    |       |
| 22. Juni | Alfred Brunswig                                   | deutscher Philosoph                                                                      | 50    |       |
| 22. Juni | Theodor Wolff                                     | deutscher Redakteur und Politiker (WBWB), MdR                                            | 59    |       |
| 23. Juni | Bernhard Rose                                     | deutscher Schauspieler und Theaterdirektor                                               | 62    |       |
| 24. Juni | Johann Büttikofer                                 | Schweizer Zoologe                                                                        | 76    |       |
| 24. Juni | Franz Erich Caspar                                | deutscher Jurist und Verwaltungsbeamter                                                  | 77    |       |
| 25. Juni | Heinrich Schenck                                  | deutscher Botaniker                                                                      | 67    |       |
| 25. Juni | Robert Wiebking                                   | US-amerikanischer Graveur, Schneider von Drucktypen und Matrizen, Erfinder von Schriften | 56    |       |
| 26. Juni | Armand Guillaumin                                 | französischer Maler und Grafiker                                                         | 86    |       |
| 27. Juni | Sebastian Droste                                  | deutscher Tänzer, Lyriker und Schauspieler                                               | 29    |       |
| 27. Juni | Antonio Cavalieri Ducati                          | italienischer Unternehmer                                                                | 74    |       |
| 27. Juni | Thomas Somerscales                                | englischer Maler                                                                         | 84    |       |
| 28. Juni | Paul Lauser                                       | Architekt, Architekturmaler, Hochschulprofessor für Ornamentik                           | 76    |       |
| 29. Juni | Ida Gerhardi                                      | deutsche Malerin der klassischen Moderne                                                 | 64    |       |
| 29. Juni | Adolf Schaer                                      | preußischer Offizier, zuletzt Generalleutnant                                            | 73    |       |
| 30. Juni | Édouard Louis Trouessart                          | französischer Zoologe                                                                    | 84    |       |
| Juni     | Paul Reißer                                       | deutscher Pionier der Elektrotechnik                                                     | 84    |       |